# کاجیرو یاماموتو
کاجیرو یاماموتو (به ژاپنی: 山本 嘉次郎 Yamamoto Kajirō) (۱۵ مارس ۱۹۰۲ – ۲۱ سپتامبر ۱۹۷۴) کارگردان فیلم، فیلم‌نامه‌نویس و هنرپیشه ژاپنی بود که بیشتر برای فیلم‌های جنگی و کمدی و همچنین به عنوان مربی آکیرا کوروساوا شناخته می‌شود.